# امید مؤیدی زارع
امید مؤیدی زارع (۱ خرداد ۱۳۸۱ – ۲۴ آبان ۱۴۰۱) دانشجوی ۲۰ سالهٔ رشته تربیت بدنی در دانشگاه فنی و حرفه ای باهنر شیراز بود که در ۲۴ آبان در نخستین روز از اعتصابات سه روزه سراسری و در جریان خیزش ۱۴۰۱ ایران در هنگام کمک به یک معترض دیگر با شلیک گلوله به پیشانی و کمر او توسط نیروهای امنیتی جمهوری اسلامی کشته شد. وقتی پدرش برای شناسایی پیکرش مراجعه می‌کند تنها صورت او را می‌بیند که در پیشانی‌اش جای گلوله بوده اما در اداره آگاهی به آنها گفته می‌شود که گزارش پزشکی قانونی تنها گلوله به کمر را ذکر کرده‌است. بر اساس گزارش شاهدان عینی مأموران امنیتی بعد از شلیک به کمر او یک تیر خلاص نیز به پیشانی او شلیک کردند. نیروهای امنیتی خانواده او را برای بسیجی معرفی کردن و بازگو کردن روایت آنان تحت فشار قرار گذاشتند.
«ساعت ۷ شب مادر امید را با کلی مأمور و تدابیر امنیتی به دارالرحمه شیراز بردند. گفته بودند که می‌گذارند پیکر امید را ببیند اما وقتی رسیده دیده که پیکر امید را شسته و کفن کرده‌اند. فقط سرش باز بود. پیشانی‌اش که گلوله خورده بود را با یک پرچم یازهرا بسته بودند.»— یکی از نزدیکان خانواده امید مؤیدی زارع، رادیو فردا

## روایت کشته‌شدن
بر اساس گزارش شاهدان عینی و روایت خانواده او در غروب ۲۴ آبان ۱۴۰۱ در خیابان زرهی شیراز فردی به روی زمین افتاده و پنج مأمور اسلحه به دست، به شدت او را کتک می‌زنند. تعدادی از مردم و امید زارع مؤیدی برای کمک جلو می‌روند. یکی از مأموران اسلحه را بر سر مرد می‌گیرد و تهدید می‌کند که کسی جلوتر بیاید شلیک می‌کند. بعد از این اتفاق مردم عقب‌تر می‌روند. در جمعیتی بین حدود ۳۰ تا ۴۰ نفر. مأموران سه تیر هوایی شلیک می‌کنند و به اتفاق مأموران دیگری که به آنها ملحق می‌شوند به سمت مردم هجوم می‌برند. سپس صدای دو شلیک می‌آید. مرد جوانی (امید زارع مؤیدی) که از ناحیه کمر گلوله می‌خورد به زمین می‌افتاد و سپس به پیشانی‌اش تیر خلاص می‌زنند.
رادیوفردا که با دو شاهد عینی گفت‌وگو کرده آن‌ها گفته‌اند که امید زارع مؤیدی را دیده‌اند که به قصد کمک به مرد جوانی که توسط مأموران به شدت ضرب و جرح می‌شد جلو رفت و بعد از هجوم مأموران به سوی مردم، وقتی همه در حال فرار بودند از پشت هدف گلوله قرار گرفت. شاهد عینی دیگر نیز گفته‌است که مأموران، پیکر امید زارع مؤیدی را بعد از تیر خلاص به او، با خود برده‌اند.
در همان شب، مردی موبایل او را جواب داده و می‌گوید که پسرش بازداشت شده و باید به اطلاعات سپاه مراجعه کند اما پی‌گیری‌ها و مراجعات خانواده امید به اطلاعات سپاه، نیروی انتظامی، اداره اطلاعات و دیگر ارگان‌ها، تا سه روز بی‌جواب می‌ماند و در نهایت پس از سه روز از اداره آگاهی تماس گرفته و از خانواده می‌خواهند برای شناسایی جسدی با کد ۱۸۱ مراجعه کنند.

## فشار بر روی خانواده
خانواده او بارها تحت فشار قرار گرفته که با صدا و سیمای جمهوری اسلامی مصاحبه کرده و فرزندشان را بسیجی معرفی و روایت حکومت را بازگو کنند. مراسم خاکسپاری او نیز به شدت امنیتی بود و به خانواده او اجازه انتشار اعلامیه و اطلاع‌رسانی برای حضور مردم در مراسم را نداده‌اند.
«کل دارالرحمه را از چهار طرف بسته بودند و فقط خانواده و بستگان نزدیک امید حضور داشتند نیم ساعته هم همه چیز را تمام کردند و گفتند همه باید بروند. برای ۵۰ نفر آدم بیش از ۴۰۰ تا ۵۰۰ مأمور ریخته بودند و در چنین شرایطی امید را دفن کردند.»— نزدیکان خانواده، رادیو فردا
مصطفی بحرینی دادستان استان فارس، لطف‌الله شیبانی، فرماندار شیراز و همچنین رسانه‌های طرفدار نظام جمهوری اسلامی مدعی شده‌اند که او معترض نبوده بلکه توسط معترضان کشته شده‌است و مرگ او را توسط نیروهای امنیتی نپذیرفتند. روایتی که شاهدان عینی و خانواده او تأیید نمی‌کنند.
در ۲۴ آبان اعتراضات گسترده‌ای در محله معالی‌آباد شیراز در جریان بوده و در همین منطقه محمد مؤیدی، از نیروهای بسیجی که خبرگزاری‌های حکومتی با عنوان طلبه، او را معرفی کرده‌اند کشته شده‌است. به گفته نزدیکان خانواده «محمد مؤیدی را شهید اعلام کردند و می‌خواستند امید را هم به او ببندند و بگویند دو شهید دادیم اما امید معترض بود و به شدت با بسیج و سپاه مخالف بود و خانواده او اجازه ندادند که او را شهید اعلام کنند.»